# Пивоваров В'ячеслав В'ячеславович
В'ячеслав В'ячеславович Пивоваров (8 травня 1936, тепер Республіка Казахстан — 7 грудня 2016, місто Харків) — український радянський діяч, генеральний директор Харківського виробничого об'єднання «Завод ім. Малишева». Депутат Верховної Ради УРСР 11-го скликання. Член ЦК КПУ в 1986—1990 роках.

## Біографія
У 1959 р. закінчив факультет транспортного машинобудування Харківського політехнічного інституту.
У 1959—1971 роках — помічник майстра, майстер, старший майстер, заступник начальника механоскладального цеху, начальник технологічного бюро, заступник начальника механоскладального корпусу, заступник головного інженера Харківського виробничого об'єднання «Завод імені Малишева».
Член КПРС з 1970 року.
У 1971—1984 роках — головний інженер Харківського виробничого об'єднання «Завод імені Малишева».
У 1984—1991 роках — генеральний директор Харківського виробничого об'єднання «Завод імені Малишева».
У цей період побудовані хірургічний і терапевтичний корпуси міської клінічної лікарні № 17, два корпуси обласного урологічного центру, гуртожиток по вул. Соїча, житлові будинки й гуртожитки по вулиці Ковтуна, нові будівлі механічного технікуму та профтехучилища № 6. Побудовані Диканьовські очисні споруди. Проведена реконструкція стадіону «Металіст», завершене будівництво готелів «Старт» і «Металіст». У м. Дергачі завершене будівництво філії заводу, котельна й компресорна станція. Побудована залізнична платформа станції Дергачі, житлові будинки для працівників заводу та жителів міста, дитячий табір у Старому Салтові. Ініціював будівництво дитячого табору відпочинку в районі м. Алушта (Крим).
З 1991 року — 1-й заступник начальника Харківського конструкторського бюро з машинобудування ім. О. О. Морозова.
Потім — на пенсії в місті Харкові.

## Нагороди
- орден Леніна
- два ордени Трудового Червоного Прапора (1976, 1981)
- медалі
- заслужений машинобудівник України
- почесний громадянин Харкова (6 липня 2011)